# Didymoglossum tahitense
A Didymoglossum tahitense a Hymenophyllaceae családba tartozó harasztfaj.

## Leírás

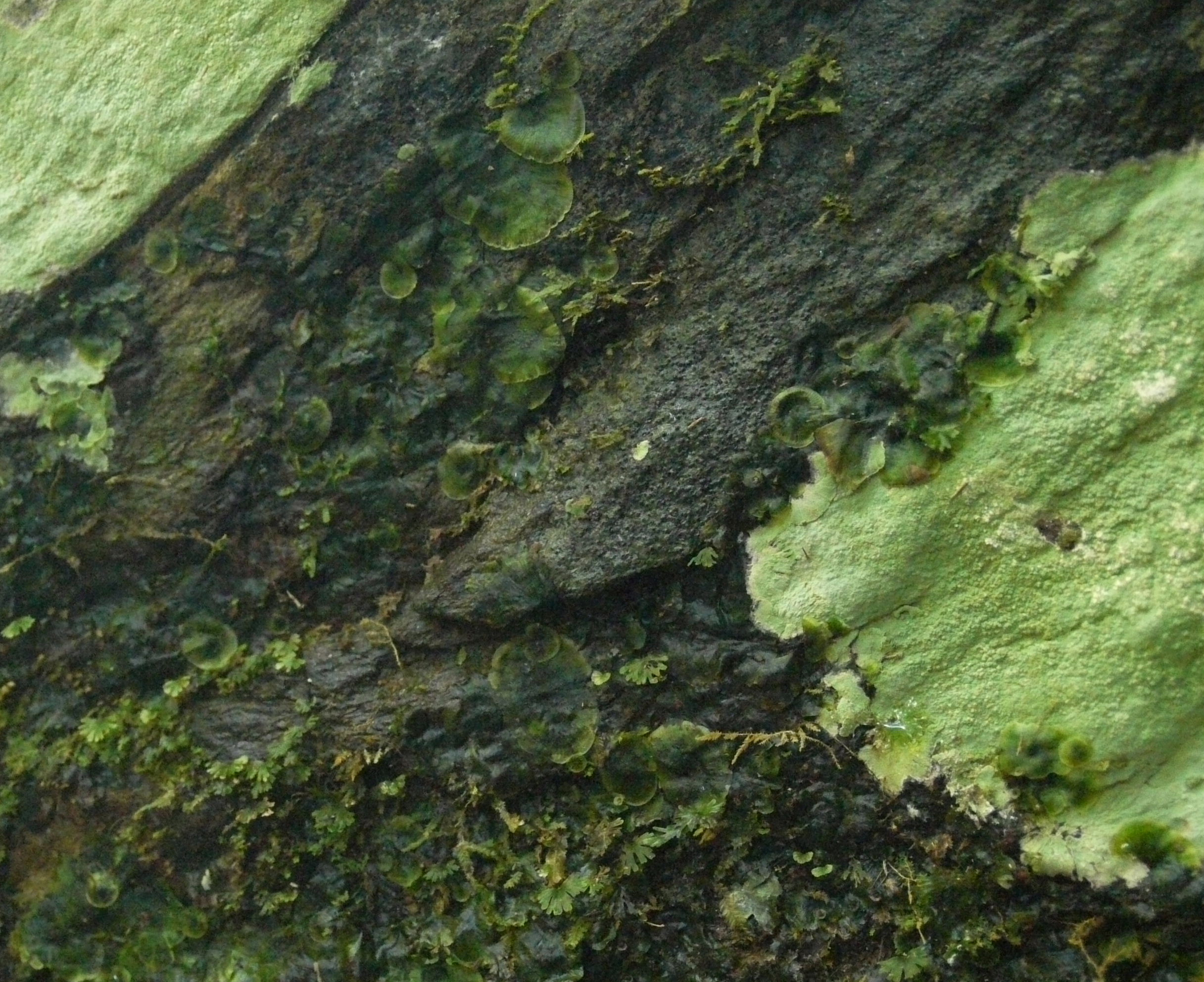
Egy okinavai példány

Jean Nadeaud az alábbi leírást közölte róla:
Szára szőrös, fekete, vegyes, levelei helytülőek, középen kettéválnak, bemélyedés van rajtuk, szélesek, nagyjából kereket, sávosak. Három fajta ér van bennük: a 2-es vagy 3-as erek (melyek burkoltak) hangsúlyosabbak, és kis erekben végződnek, a többi középen legyezőszerűen kettéválik, végül egy harmadik, szabad erekből álló csoport a parenchymából válik ki annak külső oldalán. A levelek felszíne szabálytalan, a felső oldal szőrtelen, az alsón gyökérszőrök vannak, melyek az erek hosszán oszlanak el a membrános májmohák.

A 2–5. számú burkoló szövetek felül szabadok, íveltek, és peremük meglehetősen nagy területen feláll. A petesejt helye megnyúlt, görbe, a sporangiumok a külső részén vannak..
Les involucres au nombre de 2 ou 5 sont libres dans leur portion supérieure, arqués, dressés à rebord assez large. Les réceptacles sont allongés, courbés, portant des sporanges dans leur portion exserte. »
A faj a Didymoglossum génusz jellemzőit hordozza magában, mint például:
- hamis párhuzamos erek a valódi ereken, de hamis szubmarginális erek nélkül
- csőszerű szőrök, melyeken a sejtek szőrei elkülönülnek a növény végének szöveteitől.

A levelek kicsik: 1 cm szélesek és 6-8 mm hosszúak.
A nem többi fajához hasonlóan 34 pár kromoszómája van.

## Elterjedése
A faj, mely nedves területeken epilit faj, a Csendes-óceánhoz közel él, Polinézián (különösen Tahitin), Vanuatun, Szamoán belül stb., de Ausztráliában is él (pontosabban Queenslanden).

## Története és taxonómiai helyzete
Az első példányt Jean Nadeaud gyűjtötte Tahitin, aki leírta 1873-ban.
Ez évben Eugène Pierre Nicolas Fournier egy másik, Eugène Vieillard számára készített gyűjteményben Microgonium omphalodesnek nevezte.1906-ban Carl Frederik Albert Christensen áthelyezte a Trichomanes nemzetségbe Trichomanes omphalodes néven, mely a Trichomanes tahitense ((Vieill. ex E. Fourn.) C. Chr.) szinonimája.
Hat évvel korábban, 1867-ben John Gilbert Baker már leírta a fajt egy Szamoán 1864-ben készített gyűjteményhez, és Trichomanes peltatumnak nevezte el a levelek szőrei alapján, de az a Trichomanes peltatum (Poir.) homonimája.
1882-ben Christian Luerssen áthelyezte a Trichomanes peltatum (Baker) fajt a Hemiphlebium nemzetségbe Hemiphlebium peltatum ((Baker) Luerss.) néven.
1898-ban Tomitarô Makino írta le a Trichomanes tahitense szinonímiáját.
1877-ben Vincenzo de Cesati leírt egy harasztot egy gyűjtemény részeként Japán közelében, melyet Trichomanes pannosumnak (Ces.) nevezett el: 1975-ben Nakaike Tosijuki írta le a Microgonium tahitensével való szinonímiát.
1963-ban Mary Douglas Tindale Jean Nadeaud bazionimáját áthelyezte a Microgonium nemzetségbe, az új név Microgonium tahitense ((Nadeaud) Tindale) lett.
Végül 2006-ban Ebihara Atusi és Ivacuki Kunio ismét áthelyezte a bazionimát a Didymoglossum nemzetségbe.
E fajnak így számos szinonimája van, melynek oka a sok átnevezés és a fajon belüli eltérések, melyek a változatok fajhoz rendelését nehezítik:
- Hemiphlebium peltatum (Baker) Luerss.
- Microgonium omphalodes Vieill. ex E.Fourn.
- Microgonium tahitense (Nadeaud) Tindale
- Trichomanes omphalodes  (Vieill. ex E.Fourn.) C.Chr.
- Trichomanes pannosum Ces.
- Trichomanes peltatum Baker
- Trichomanes tahitense Nadeaud

A Didymoglossum tahitense a Didymoglossum alfajba tartozik.